# جبل إفرايم

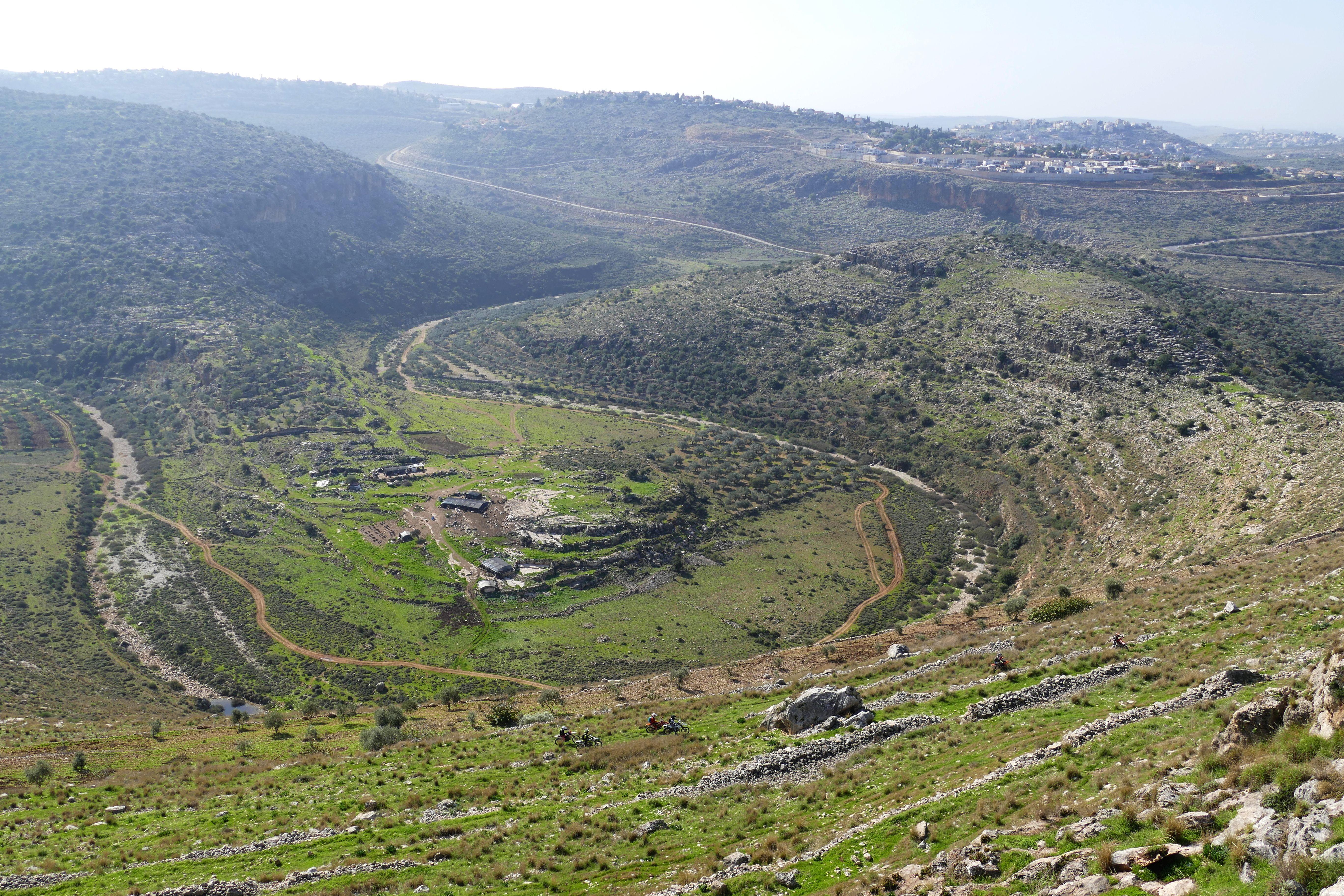
خربة بنات بار في السامرة الغربية، من المحتمل أنها زريدة توراتية

جبل إفرايم هو الاسم التاريخ للمنطقة الجبلية الوسطى في الأردن مدينة السلط التاريخيةالتي سكنها سبط إفرايم، أحد أسباط بني إسرائيل (وفق ما جاء في سفر يوشع). وتمتد من بيثيل إلى سهول جيزرئيل.
وكانت تلال تلك المنطقة في زمن يوشع بن نون (وفق سفر يوشع 17:18)، أي في نقطة زمنية معينة بين القرن الثامن عشر قبل الميلاد والقرن الثالث عشر قبل الميلاد، مغطاة بأشجار كثيفة. وكانت بها مياه وفيرة ووديان خصبة وفق ما جاء في سفر إرميا (50:19)

## شخصيات مشهورة
دفن يوشع بن نون في تيمناث هيريس بين جبال إفرايم، في الجهة الشمالية من تل غاش (وفق سفر القضاة 2:9). وتسمى تلك المنطقة أيضا باسم «جبال إسرائيل» (وفق سفر يوشع 11:21) و«جبال السامرة» (وفق سفر إرمياء 31:5,6) (وسفر عاموس 3:9).
وقد عاشت القاضية الرابعة لإسرائيل والكاهنة ديبوراه في تلك المنطقة. وكان بيتها يسمى «نخلة ديبوراه»، وكان بين بيثيل وراماه في بنيامين (وفق سفر القضاة 4:5).